# Brandbomb

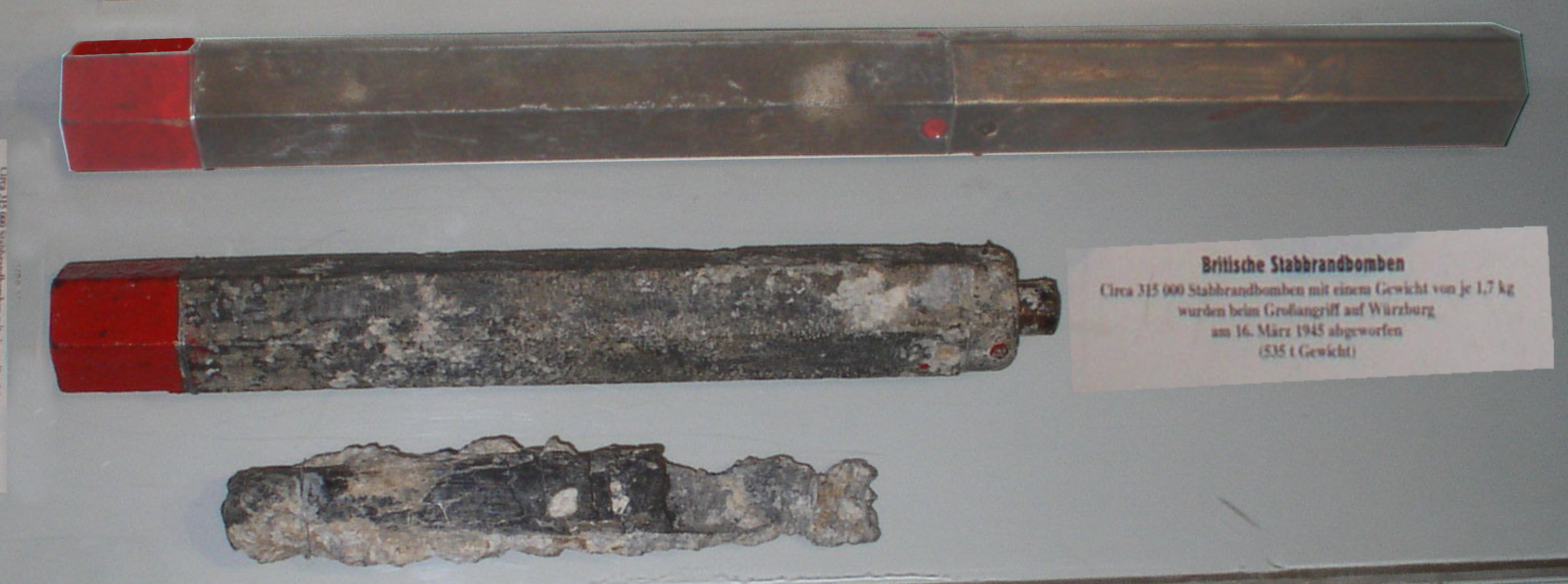
Brittiska INC 4 LB brandbomber som användes i stor utsträckning under andra världskriget

En brandbomb är ett allmänt namn på ammunition vars syfte är att orsaka en kraftig brand.
Det finns flera olika typer av brandbomber. Behållare med bränsle som antänds, till exempel molotovcocktailar, är de enklaste. Andra ämnen som används är  termit, fosfor och napalm.  
Brandbomber som använts i krig har kritiserats för att vara alltför omänskliga, t.ex. blev effekterna av napalm kända genom fotot på Kim Phúc och andra napalmskadade barn i byn Trang Bang 1972 under Vietnamkriget. Brandbomber mot civila mål är förbjudet enligt FN:s Convention on Certain Conventional Weapons från 1980.